# Smoke + Mirrors
| 전문가 평가          | 전문가 평가 |
| 총 점수              | 총 점수     |
| 출처                 | 점수        |
| -------------------- | ----------- |
| 메타크리틱           | 60/100      |
| 평가 점수            |             |
| 출처                 | 점수        |
| AllMusic             | [ 2 ]       |
| Billboard            | [ 3 ]       |
| Consequence of Sound | D+          |
| The Daily Telegraph  | [ 5 ]       |
| Entertainment Weekly | B+          |
| The Guardian         | [ 7 ]       |
| New York Daily News  | [ 8 ]       |
| Q                    | [ 9 ]       |
| Rolling Stone        | [ 10 ]      |
| USA Today            | [ 11 ]      |

《Smoke + Mirrors》는 미국의 팝 록 밴드 이매진 드래곤스의 두 번째 스튜디오 음반이다. 이 음반은 네바다주 라스베이거스에 있는 밴드의 홈 스튜디오에서 2014년 동안 녹음되었고, 영국의 힙합 프로듀서 알렉산더 그랜트와 함께 밴드 멤버들이 직접 프로듀싱한 것으로 2015년 2월 17일, 미국 인터스코프 레코드와 그랜트의 키디나코너 레이블이 발매했다.
그 음반은 발매되자마자 음악 비평가들로부터 일반적으로 엇갈린 평을 받았다. 그러나 미국 빌보드 200에서 1위로 데뷔하여 17만 2천여 장을 판매했고, 영국 음반 차트 및 캐나다 음반 차트에서도 1위로 데뷔했다. 이후 미국, 영국, 멕시코, 브라질에서 골드 인증을 받았다. 음반에서 〈I Bet My Life〉, 〈Gold〉 그리고 〈Shots〉의 세 개의 공식적인 싱글이 발매되었고, 2017년 7월, 현재 이 음반은 미국에서 1,000,000장 이상 팔렸다.

## 구성
레이놀즈는 음악 잡지 《롤링 스톤》에게 다음 음반은 《Night Visions》과 "다르게" 될 것이며, 밴드는 이 음반을 "아주 많이 뒤로 물러나게 할 것"이라고 말했다. 그는 "우리는 《Night Visions》으로 많은 힙합 영향을 받아들였지만, 다음 음반은 더 록 중심적이 될 것이라고 생각합니다. 말하기엔 너무 이르지만, 이런 노래들에는 이상한 일들이 벌어지고 있어요."

## 곡 목록
모든 곡들은 특별한 언급이 없는 한 이매진 드래곤스에 의해 작사/작곡하였다.
| #   | 제목                     | 작사·작곡                        | 프로듀서                        | 재생 시간 |
| --- | ------------------------ | -------------------------------- | ------------------------------- | --------- |
| 1.  | 〈Shots〉                |                                  |                                 | 3:52      |
| 2.  | 〈Gold〉                 | 알렉산더 그랜트, 이매진 드래곤스 | 알렉스 다 키드, 이매진 드래곤스 | 3:36      |
| 3.  | 〈Smoke and Mirrors〉    |                                  |                                 | 4:20      |
| 4.  | 〈I'm So Sorry〉         |                                  |                                 | 3:50      |
| 5.  | 〈I Bet My Life〉        |                                  |                                 | 3:14      |
| 6.  | 〈Polaroid〉             |                                  |                                 | 3:51      |
| 7.  | 〈Friction〉             |                                  |                                 | 3:21      |
| 8.  | 〈It Comes Back to You〉 |                                  |                                 | 3:37      |
| 9.  | 〈Dream〉                | 그랜트, 이매진 드래곤스          | 다 키드, 이매진 드래곤스        | 4:18      |
| 10. | 〈Trouble〉              |                                  |                                 | 3:12      |
| 11. | 〈Summer〉               |                                  |                                 | 3:38      |
| 12. | 〈Hopeless Opus〉        |                                  |                                 | 4:01      |
| 13. | 〈The Fall〉             |                                  |                                 | 6:05      |

## 인증
| 국가                                                            | 인증        | 판매량/출하량 |
| --------------------------------------------------------------- | ----------- | ------------- |
| 오스트리아 (IFPI 오스트리아)                                    | 플래티넘    | 15,000        |
| 브라질 (Pro-Música Brasil)                                      | 2× 플래티넘 | 80,000        |
| 캐나다 (뮤직 캐나다)                                            | 2× 플래티넘 | 160,000       |
| 덴마크 (IFPI Danmark)                                           | 플래티넘    | 20,000        |
| 프랑스 (SNEP)                                                   | 2× 플래티넘 | 200,000       |
| 독일 (BVMI)                                                     | 골드        | 100,000       |
| 이탈리아 (FIMI)                                                 | 2× 플래티넘 | 100,000       |
| 멕시코 (AMPROFON)                                               | 2× 플래티넘 | 120,000       |
| 네덜란드 (NVPI)                                                 | 플래티넘    | 50,000        |
| 뉴질랜드 (RMNZ)                                                 | 2× 플래티넘 | 30,000        |
| 노르웨이 (IFPI 노르웨이)                                        | 2× 플래티넘 | 40,000*       |
| 폴란드 (ZPAV)                                                   | 2× 플래티넘 | 40,000        |
| 스페인 (PROMUSICAE)                                             | 골드        | 20,000        |
| 스웨덴 (GLF)                                                    | 플래티넘    | 30,000        |
| 영국 (BPI)                                                      | 골드        | 100,000       |
| 미국 (RIAA)                                                     | 2× 플래티넘 | 2,000,000     |
| *판매량을 기반으로 한 인증 · 판매량+스트리밍을 기반으로 한 인증 |             |               |